# Прижмич, Дино
Дино Прижмич (хорв. Dino Prižmić; род. 5 августа 2005, Сплит) — хорватский профессиональный теннисист. Победитель трёх турниров ATP Challenger в одиночном разряде.
Победитель одного юниорского турнира Большого шлема в одиночном разряде (Открытый чемпионат Франции 2023); бывшая 8-я ракетка мира в юниорском рейтинге ITF (2023).

## Общая биография
Дино родился в семье Бориса и Наташи Прижмичей. Начал играть в теннис, вдохновившись игрой Новака Джоковича. Любимое покрытие - грунт,  любимый турнир - Открытый чемпионат Франции. Помимо тенниса увлекается UFC, где его кумиром является Камару Усман. Любит слушать музыку, в особенности балканский рэп.

## Спортивная карьера

### Юниорский период
В 2019 году Прижмич дошёл до финала чемпионата Европы по теннису до 14 лет, но проиграл чеху Войтеху Петру. Подобный триумф на чемпионате Европы ему удалось повторить в 2022 году, но уже в категории до 18 лет. В финале он встречался с Жилем-Арно Байи, но опять проиграл. Пиком его юниорской карьеры стал выигранный Открытый чемпионат Франции среди юниоров 2023 года в одиночном разряде, где в финале ему удалось одолеть Хуана Карлоса Прадо Анхело: 6-1, 6-4.

### 2022: Дебют на уровне ATP и первые выигранные титулы ITF
В апреле 2022 года Прижмич впервые вышел в финал ITF на грунтовом турнире в Дубровнике, где он проиграл Гергею Мадарашу в трёх сетах.
Прижмич дебютировал на уровне ATP в одиночном разряде на Открытом чемпионате Хорватии по теннису в Умаге, получив от организаторов уайлд-кард. Он проиграл в первом же раунде испанцу Бернабе Сапате Миральесу в двух сетах.
Свой первый титул ITF хорват выиграл в октябре на турнире в Ираклионе, победив Марио Гонсалеса Фернандеса в двух сетах: 6-2, 6-1. После этого Дино в декабре выиграл сразу 3 турнира ITF подряд в Монастире.

### 2023: Первая победа на турнире ATP, первый титул ATP Challenger и дебют на Кубке Дэвиса
В июле 2023 года он вновь получил уайлд-кард на Открытый чемпионат Хорватии и победил Дуе Айдуковича в первом раунде, одержав свою первую в карьере победу на турнире ATP. Затем он переиграл венгра Жомбора Пироша, тем самым выйдя в свой первый четвертьфинал на уровне ATP. Однако он проиграл будущему чемпиону Умага Алексею Попырину в двух сетах.
В августе Прижмич выступал на турнире серии ATP Challenger в Баня-Луке, где победил, одолев в финале Киммера Коппеянса и взяв свой первый титул «Челленджера». За счёт удачной игры на турнире, тренер Ведран Мартич назначил его в сборную Хорватии на Кубок Дэвиса.
В октябре Дино прошел отбор в основную сетку Открытого чемпионата Стокгольма, где в первом раунде победил шестого сеяного и 30-ю ракетку мира Иржи Легечку. Победа над чехом стала его первой над игроком из топ-50 рейтинга ATP. Во втором раунде проиграл Элиасу Имеру в трёх сетах.

### 2024-2025: Дебют в основе турнира Большого шлема и 5 финалов ATP Challenger
На Открытом чемпионате Австралии Прижмич впервые вышел в основную сетку Большого шлема, победив в квалификации последовательно Мариано Навоне, Дуе Айдуковича и Азиза Дугаза. В первом раунде хорват встретился с действующим чемпионом и первой ракеткой мира Новаком Джоковичем. Дино проиграл, но смог выиграть 16 геймов и отыграть 6 матчболов серба, проведя на корте 4 часа и 1 минуту; это был самый длинный матч первого круга в карьере Джоковича на турнирах Большого шлема. 
Далее, вплоть до мая 2025 года, хорват не мог похвастаться хорошими результатами, лишь периодически доходя до полуфинала на «Челленджерах». 
В мае Прижмич выиграл свой второй титул ATP Challenger в Загребе, а уже в июне - третий в Братиславе, где не проиграл ни сета за весь турнир. Он стал всего лишь вторым хорватом после Марио Анчича, который выиграл три титула Challenger в подростковом возрасте. Сразу же после успеха в Братиславе, он вновь дошёл до финала «Челленджера», однако проиграл его Марко Чеккинато. Затем в июле он опять дошёл до финала «Челленджера», где повторно проиграл, на этот раз Лукашу Клейну. За эти достижения ему в третий раз дали уайлд-кард на турнир в Умаге. На своём пути он победил Элмера Мёллера и Николоза Басилашвили и во второй раз дошёл до четвертьфинала ATP турнира, но опять проиграл. Он стал единственным, кто смог взять сет у победителя турнира Лучано Дардери: 6-1, 2-6, 3-6. После этого он в пятый раз подряд дошёл до финала «Челленджера» и в третий раз подряд проиграл его, уже поляку Камилю Майхшаку.

## Рейтинг на конец года
| Год  | Одиночный рейтинг | Парный рейтинг |
| 2024 | 292               |                |
| 2023 | 178               | 2163           |
| 2022 | 475               | 1454           |
| 2021 |                   | 1711           |

## Выступления на турнирах

### Финалы турнировATPв одиночном разряде (0)

#### Победы (0)
| Легенда                     |
| --------------------------- |
| Турниры Большого шлема (0)* |
| Итоговый турнир ATP (0)     |
| ATP Мастерс 1000 (0)        |
| АТР 500 (0)                 |
| АТР 250 (0)                 |

| Титулы по покрытиям | Титулы по месту проведения матчей турнира |
| ------------------- | ----------------------------------------- |
| Хард (0)*           | Зал (0)                                   |
| Грунт (0)           | Зал (0)                                   |
| Трава (0)           | Открытый воздух (0)                       |
| Ковёр (0)           | Открытый воздух (0)                       |

* количество побед в одиночном разряде.
| № | Дата | Турнир | Покрытие | Соперник в финале | Счёт |

### Финалы челленджеров и фьючерсов в одиночном разряде (12)

#### Победы (8)
| Титулы           |
| Челленджеры (3)* |
| Фьючерсы (5)     |

| Титулы по покрытиям | Титулы по месту проведения матчей турнира |
| ------------------- | ----------------------------------------- |
| Хард (4)*           | Зал (0)                                   |
| Грунт (4)           | Зал (0)                                   |
| Трава (0)           | Открытый воздух (8)                       |
| Ковёр (0)           | Открытый воздух (8)                       |

* количество побед в одиночном разряде.
| №  | Дата            | Турнир                          | Покрытие | Соперник в финале         | Счёт            |
| 1. | 23 октября 2022 | Ираклион, Греция                | Хард     | Омни Кумар                | 6-2 6-1         |
| 2. | 4 декабря 2022  | Монастир, Тунис                 | Хард     | Алексис Готье             | 7-6(4) 3-6 6-3  |
| 3. | 11 декабря 2022 | Монастир, Тунис                 | Хард     | Константин Биттун Кузьмин | 6-2 7-5         |
| 4. | 18 декабря 2022 | Монастир, Тунис                 | Хард     | Омни Кумар                | 6-3 7-5         |
| 5. | 12 марта 2023   | Пореч, Хорватия                 | Грунт    | Мирко Мартинес            | 6-3 6-2         |
| 6. | 13 августа 2023 | Баня-Лука, Босния и Герцеговина | Грунт    | Киммер Коппеянс           | 6-2 6-3         |
| 7. | 17 мая 2025     | Загреб, Хорватия                | Грунт    | Люка Ван Аш               | 6-2 0-0 - отказ |
| 8. | 15 июня 2025    | Братислава, Словакия            | Грунт    | Валантен Руайе            | 6-4 7-6(8)      |

#### Поражения (4)
| №  | Дата            | Турнир                      | Покрытие | Соперник в финале | Счёт    |
| 1. | 10 апреля 2022  | Дубровник, Хорватия         | Хард     | Гергей Мадараш    | 2-6 0-6 |
| 2. | 28 июня 2025    | Милан, Италия               | Грунт    | Марко Чеккинато   | 2-6 3-6 |
| 3. | 20 июля 2025    | Сан-Марино, Сан-Марино      | Грунт    | Лукаш Клейн       | 3-6 4-6 |
| 4. | 10 августа 2025 | Гродзиск-Мазовецкий, Польша | Грунт    | Камиль Майхшак    | 4-6 3-6 |